# Condado de Hood River
El condado de Hood River es uno de los 36 condados del estado estadounidense de Oregón. La sede del condado es Hood River, al igual que su mayor ciudad. El condado tiene un área de 1.382 km² (de los cuales 29 km² están cubiertos por agua), la población es de 20.411 habitantes, para una densidad de población de 15 hab/km² (según censo nacional de 2000). Este condado fue fundado en 1908.

## Geografía

### Condados adyacentes
- Condado de Multnomah - oeste
- Condado de Clackamas - suroeste
- Condado de Wasco - sur, este
- Condado de Klickitat (Washington) - noreste
- Condado de Skamania (Washington) - norte

## Demografía
Para el censo de 2000, había 20.411 personas, 7.248 cabezas de familia, y 5.175 familias residiendo en el condado. La densidad de población era de 39 habitantes por milla cuadrada.
La composición racial del condado era:
- 78,87% blancos
- 0,57% negros o negros americanos
- 1,12% nativos americanos
- 1,47% asiáticos
- 0,12% isleños
- 15,37% otras razas
- 2,46% de dos o más razas.

Había 7.248 cabezas de familia, de las cuales el 35,70% tenían menores de 18 años viviendo con ellas, el 58,60% eran parejas casadas viviendo juntas, el 8,80% eran mujeres cabeza de familia monoparental (sin cónyuge), y 28,60% no eran familias.
El tamaño promedio de una familia era de 3,15 miembros.
En el condado el 28,00% de la población tenía menos de 18 años, el 8,20% tenía de 18 a 24 años, el 29,40% tenía de 25 a 44, el 21,50% de 45 a 64, y el 12,90% eran mayores de 65 años. La edad promedio era de 35 años. Por cada 100 mujeres había 98,90 hombres. Por cada 100 mujeres mayores de 18 años había 99,20 hombres.

## Economía
Los ingresos medios de una cabeza de familia del condado eran de USD$38.326 y el ingreso medio familiar era de $41.422. Los hombres tenían unos ingresos medios de $31.658 frente a $24.382 de las mujeres. El ingreso per cápita del condado era de $17.877. El 9,80% de las familias y el 14,20% de la población estaban debajo de la línea de pobreza. Del total de gente en esta situación, 17,30% tenían menos de 18 y el 7,80% tenían 65 años o más.

## Localidades

### Ciudades
- Cascade Locks
- Hood River

### Lugares designados por el censo y áreas no incorporadas
| - Dee - Lenz - Lost Lake Resort - Mount Hood - Oak Grove | - Odell - Parkdale - Pine Grove - Rockford |